# Крим, Матильда
Матильда Крим (ивр. מתילדה קרים‎, англ. Mathilde Krim, урождённая Матильда Галланд (Mathilde Galland), 9 июля 1926 — 15 января 2018) — американский учёный итальянского происхождения, учредитель Американского фонда исследования СПИДа.

## Биография
Родилась в Комо, Италия, в семье швейцарца и итальянки. Обучалась биологии в Университете Женевы, где в 1950 году познакомилась со своим будущем мужем, израильтянином Дэвидом Даноном. Окончив обучение в 1953 году со степенью доктора, она вместе с мужем и дочерью переехала в Израиль.
С 1953 по 1959 год она проводила исследования в области цитогенетики и вирусов, рак, в Институте Вейцмана в Израиле, где  была членом команды, которая впервые разработала метод пренатального определения пола. После развода она переехала в Нью-Йорк, где вскоре вышла замуж за Артура Б. Крима, руководителя кинокомпании «United Artists», члена Демократической партии и советника президентов Джона Ф. Кеннеди, Линдона Джонсона и Джимми Картера. Вместе с мужем она принимала активное участие в американском движении за гражданские права, движении за независимость Родезии и Южной Африке и движении за права ЛГБТ.
В 1962 году Матильда Крим стала научным сотрудником в Институте исследований рака имени Слоуна — Кеттеринга, Нью-Йорк. Вскоре после того, как в 1981 году были зарегистрированы первые случаи заболевания ВИЧ, Крим посвятила себя повышению осведомленности общественности о ВИЧ/СПИДе, лучшему пониманию причины передачи вируса и его эпидемиологической картины.
Внося свой вклад в борьбу со СПИДом, в 1983 году основала Медицинский фонд СПИДа, который позже, вместе с Элизабет Тейлор, она преобразовала в Американский фонд исследований СПИДа (AmFAR). В августе 2000 года президент Билл Клинтон наградил её Президентской медалью Свободы за научную свободу и ответственность, самой высокой гражданской наградой в Соединенных Штатах.
Матильда Крим умерла в своём доме в Кингс-Пойнт, штат Нью-Йорк, 15 января 2018 года в возрасте 91 года.